# Ендрю Кастл
Ендрю Кастл (англ. Andrew Castle; нар. 15 листопада 1963) — колишній британський тенісист.
Найвищу одиночну позицію світового рейтингу — 80 місце досяг 13 червня 1988, парну — 45 місце — 19 грудня 1988 року.
Здобув 3 парні титули.
Найвищим досягненням на турнірах Великого шолома був фінал в змішаному парному розряді.
Завершив кар'єру 1992 року.

### Одиночний розряд: 1  (1 поразка)
| Результат | W/L | Дата | Турнір                     | Покриття | Суперник  | Рахунок            |
| --------- | --- | ---- | -------------------------- | -------- | --------- | ------------------ |
| Поразка   | 0–1 | 1988 | Seoul Open, Південна Корея | Тверде   | Ден Голді | 3–6, 7–6(7–5), 0–6 |

### Парний розряд: 5 (3–2)
| Результат | W/L | Дата | Турнір                     | Покриття | Партнер       | Суперники                           | Рахунок       |
| --------- | --- | ---- | -------------------------- | -------- | ------------- | ----------------------------------- | ------------- |
| Перемога  | 1–0 | 1988 | Seoul Open, Південна Корея | Тверде   | Роберто Саад  | - Гері Доннеллі - Джим Грабб        | 6–7, 6–4, 7–6 |
| Поразка   | 1–1 | 1988 | Торонто, Канада            | Тверде   | Тім Вілкінсон | - Кен Флек - Роберт Сегусо          | 5–7, 3–6      |
| Перемога  | 2–1 | 1988 | Рай-Брук, США              | Тверде   | Тім Вілкінсон | - Джеремі Бейтс - Мікаель Мортенсен | 4–6, 7–5, 7–6 |
| Перемога  | 3–1 | 1990 | Аделаїда, Австралія        | Тверде   | Ндука Одізор  | - Александр Мронц - Міхіл Схаперс   | 7–6, 6–2      |
| Поразка   | 3–2 | 1991 | Манчестер, Англія          | Трава    | Нік Браун     | - Омар Кампорезе - Горан Іванишевич | 4–6, 3–6      |

### Мікст: 1 (1 поразка)
| Результат | Дата | Турнір                        | Покриття | Партнер   | Суперники                   | Рахунок            |
| --------- | ---- | ----------------------------- | -------- | --------- | --------------------------- | ------------------ |
| Поразка   | 1987 | Відкритий чемпіонат Австралії | Трава    | Енн Гоббс | Зіна Гаррісон Шервуд Стюарт | 6–3, 6–7(5–7), 3–6 |